# Doubles
Doubles (Fight Club) est le 20e épisode de la saison 7 de la série télévisée X-Files. Dans cet épisode, Mulder et Scully croisent le chemin de deux femmes étrangement semblables qui provoquent le chaos dès qu'elles sont proches l'une de l'autre.

## Résumé
À Kansas City (Kansas), deux missionnaires se rendent chez deux femmes semblables qui habitent le même quartier. Les deux hommes commencent à se battre devant chez l'une d'elles. Plus tard, deux agents du FBI (qui ressemblent à Mulder et Scully) interrogent l'une des femmes, Betty Templeton, qui prétend n'avoir jamais vu sa jumelle. Celle-ci passe à ce moment en voiture et les deux agents se mettent eux aussi à se battre. Mulder et Scully commencent alors leur enquête sur ce cas étrange.

## Distribution
- David Duchovny : Fox Mulder
- Gillian Anderson : Dana Scully
- Randall Cobb (VF : Régis Ivanov) : Bert Zupanic
- Art Evans (VF : Marc Alfos) : Argyle Saperstein
- Jack McGee : Bob Danfous
- Gene LeBell : Freddie
- Kathy Griffin : Betty Templeton / Lulu Pfeiffer

## Accueil

### Audiences
Lors de sa première diffusion aux États-Unis, l'épisode réalise un score de 6,9 sur l'échelle de Nielsen, avec 11 % de parts de marché, et est regardé par 11,70 millions de téléspectateurs.

### Critique
L'épisode reçoit un accueil globalement défavorable. Rich Rosell, du site Digitally Obsessed, lui donne la note de 4,5/5.
Le site Le Monde des Avengers lui donne la note de 2/4. Paula Vitaris, de Cinefantastique, lui donne la note de 1/4. Dans son livre, Tom Kessenich évoque un épisode qui est une « torture ». Zack Handlen, du site The A.V. Club, lui donne la note de D-. Dans leur livre sur la série, Robert Shearman et Lars Pearson lui donnent la note de 1/5.

## Commentaires
Dans cet épisode, il y est surtout question de don de sperme et de catch.